# Fleming-Neon
Fleming-Neon è un comune degli Stati Uniti d'America, situato nello Stato del Kentucky, nella Contea di Letcher.